# Nhàn nâu

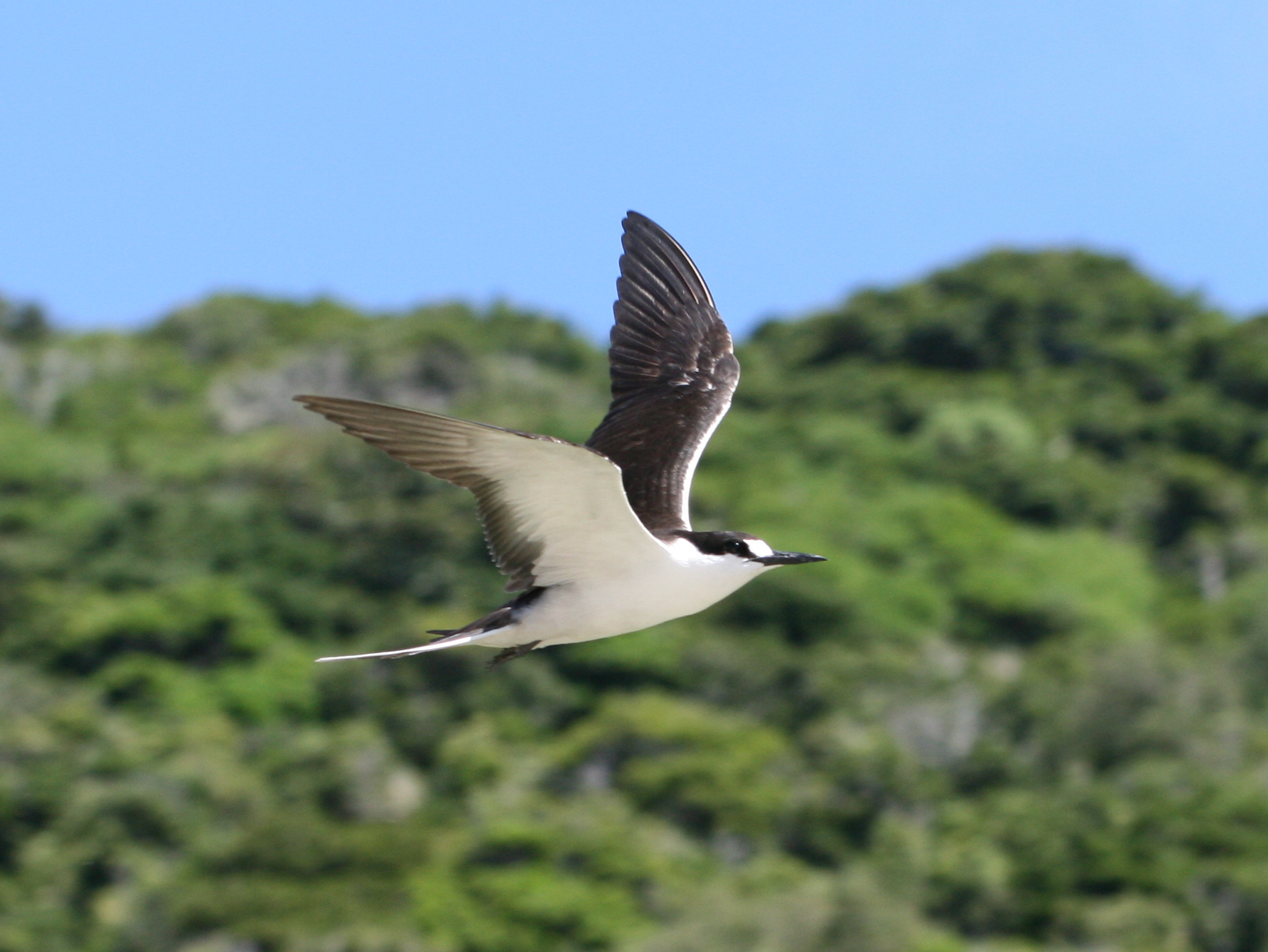

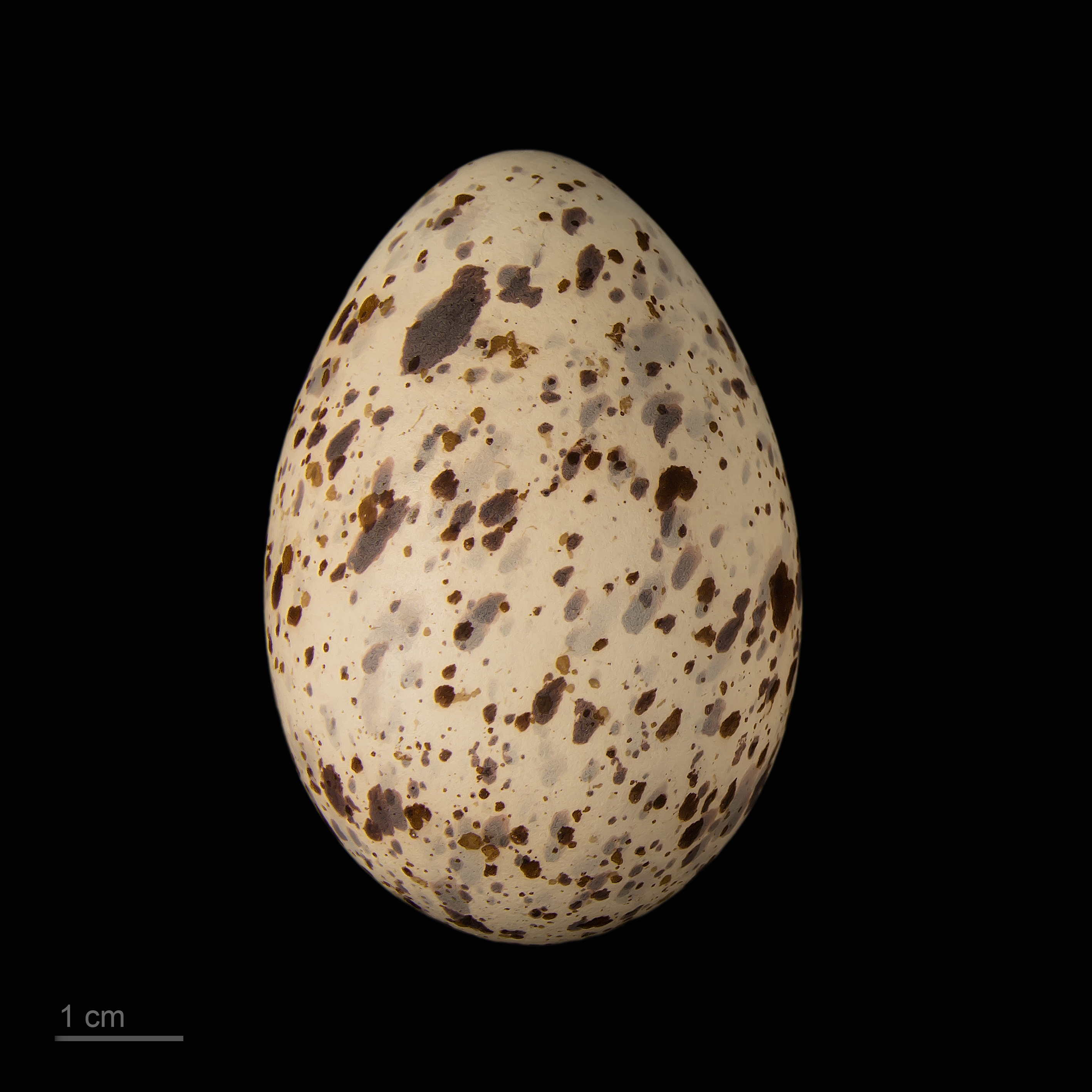
Onychoprion fuscatus

Nhàn nâu (danh pháp hai phần: Onychoprion fuscatus, danh pháp cũ Sterna fuscata) là một loài chim biển trong họ Nhàn. Loài này có phân loài. Nhàn nâu phân bố ở các đại dương nhiệt đới, sinh sản ở các đảo khắp vùng xích đạo.
Nó là loài nhàn lớn, giống kích thước của nhàn Sandwich (Thalasseus sandvicensis) dài 33–36 cm (13–14 in) với sải cánh dài 82–94 cm (34–37 in). Cánh tòe ra và dài, phía trên màu đen xám và dưới màu trắng. Chân và mỏ màu đen. Tuổi thọ trung bình 32 năm.